# Zminjak
Zmínjak je nenaseljen otoček v hrvaškem delu Jadranskega morja.
Leži v šibeniškem arhipelagu med otokom Murter in otočkom Radelj na vzhodnih obronkih Kornatov. 
Z dolžino 850 in širino 490 metrov tvori površino 0,229 km², najvišji vrh na otočku pa doseže višino 33 mnm. Dolžina obalnega pasu je 2,5 km. 
Z zakrivljeno obliko tvori zaliv Zmišćica, v katerem sta postavljena gostinsko poslopje in pontonski pomol s privezi. Po obodu otoka je posejanih pomolov ob počitniških hišicah, brez urejenih povezav po kopnem.